# Cotorra frontgroga
La cotorra frontgroga (Cyanoramphus auriceps) és una espècie d'ocell de la família dels psitàcids que habita els boscos de Nova Zelanda.